# Change (canção de Sugababes)
"Change" é uma canção do girl group britânico Sugababes, do álbum de mesmo nome, lançado em 2007. Foi escrito pelos Sugababes, Niara Scarlett e seus produtores, a dupla de produção dinamarquesa Deekay. A música foi lançada como o segundo single internacional e terceiro do álbum, em 10 de dezembro de 2007, com um lado B sendo acompanhado de "I Can not Take It No More". "Change" é uma balada pop midtempo composta de harmônica, guitarra e teclado.
A música recebeu críticas mistas dos críticos, que estavam divididos sobre a composição da música e Balada. Foi considerado um concorrente para o single número um de Natal no Reino Unido Singles Chart, mas só conseguiu atingir o pico no número 13. O single alcançou o top quarenta nas paradas na Alemanha, Irlanda, Holanda e Romênia. Fatima Robinson dirigiu o Videoclipe da música, que retrata as Sugababes como as quatro estações do ano. A banda cantou o single durante um show acústico como parte da série Up Close da Radio Clyde e no The Paul O'Grady Show. "Change" foi incluído na set list para a turnê do grupo de 2008 com o mesmo nome.

## Desenvolvimento e composição

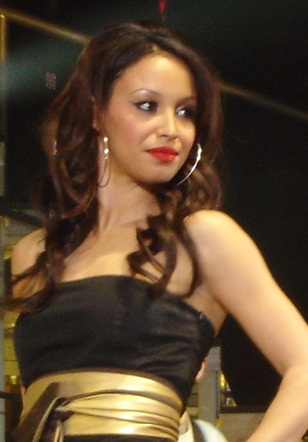
Amelle Berrabah cantou os vocais principais de "Change".

"Change" foi co-escrito e produzido pela dupla de produção dinamarquesa Deekay, composta por Lars Halvor Jensen e Martin Michael Larsson. Deekay escreveu a canção em colaboração com as Sugababes, que consistiam em Heidi Range, Keisha Buchanan e Amelle Berrabah. A cantora e compositora britânica Niara Scarlett também co-escreveu a música. É a faixa-título do quinto álbum de estúdio do grupo, que é o primeiro a apresentar Berrabah, após a partida de Mutya Buena em dezembro de 2005. Os vocais do grupo em "Change" foram gravados no Electric Lady Studios, na cidade de Nova York. Deekay arranjou e programou a música e forneceu sua instrumentação. Foi mixado por Larsson no estúdio da dupla em Copenhague, na Dinamarca. DJ Swivel cuidou da engenharia da música.
"Change" é uma balada pop midtempo estável. Alex Fletcher da Digital Spy, descreveu a música como "um lamento gentil e radical". De acordo com a partitura digital publicada pela Universal Music Publishing, "Change" foi composta na nota de Ré menor usando o tempo comum. O tempo da música se move em 85 batimentos por minuto. Uma faixa soulful, segue o estilo convencional do grupo as baladas, embora seja mais uptempo do que as outras baladas. A integrante do grupo Berrabah canta os vocais principais da música. Contém melodias recem criadas apoiadas por uma poderosa sonoridade de guitarra de 1980 e incorpora as harmonias do grupo em notas e efeitos de varredura. As letras da música são sobre as experiências de mudança e, finalmente, nunca mais são as mesmas, mas a necessidade de permanecer forte no processo. A música também contém uma amostra de "Time Lapse".

## Lançamento e recepção
"Change" serve como o segundo single e terceiro geral do Change; Seu lançamento foi confirmada em outubro de 2007. A música foi disponibilizada no Reino Unido como download digital em 10 de dezembro. O CD single foi disponibilizado em 17 de dezembro de 2007. "Change" foi lançado como CD single na Alemanha em 8 de fevereiro de 2008. O lado B acompanhante do single é intitulado I Can't Take It No More" e foi composto pelas Sugababes, Jeremy Shaw e Jony Rockstar.

### Recepção crítica
A música recebeu críticas mistas de críticas. James Cabooter, do Daily Star, descreveu-o como "uma balada supersônica magnífica" e comparou-o ao single do grupo "Too Lost in You" de 2003. O crítico do Sunday Mail, Mickey McMonagle, chamou "Change" de melhor faixa do álbum e "um completo líder no gráfico". Alex Fletcher da Digital Spy e Fraser McAlphine, da BBC Chart Blog, classificaram a canção com quatro das cinco estrelas; O primeiro considerou-o como uma "balada pop sofisticada" e destacou as habilidades vocais das cantoras do grupo, enquanto o último descreveu o refrão como "nascimento". De acordo com Dave Kelly do Birmingham Mail, "Change" permite que as Sugababes "mostrem que amadureceram sem se renderem às inteligências do pop". Em contraste, um escritor do The Scotsman, a considerou "insípido", enquanto um crítico do Manchester Evening News, achava que os vocais do grupo ficaram medianos. Emily Mackay, do Yahoo! Music, criticou a música como "uma recriminação limpa" do single do grupo "Stronger" de 2002. Tom Young da BBC Music, escreveu que "Change" "apenas flerta com credibilidade" devido às "harmonias irreprimíveis e estanques" do grupo. Escrevendo para o The Independent, Andy Gill considerou a faixa como "sem cor".

### Desempenho comercial
"Change" não conseguiu repetir o sucesso de seu antecessor "About You Now". Ingressou no Irish Singles Chart, na edição de 13 de dezembro de 2007 no número 47 e atingiu o número 21 na semana seguinte. O single estreou no UK Singles Chart em 1 de dezembro de 2007 no número 85, com base em downloads digitais do álbum. Foi considerado um grande concorrente ao single número um de Natal de 2007 da parada, mas apenas atingiu o número 13 na edição de 29 de dezembro de 2007. Conseqüentemente, marcou a primeira vez desde 2000, onde o segundo single de um álbum do grupo não atingiu o top 10. "Change" gastou 14 semanas no gráfico e vendeu 95 mil cópias no Reino Unido até abril de 2010, tornando-se o 15º maior venda da banda no país. "Change" atingiu o pico no número 31 no gráfico holandês Dutch Top 40 dos Países Baixos, número 32, na German Singles Chart e no número 36 no Romanian Top 100. A música estreou no Slovakian Singles Chart no número 69 e chegou ao número 15 nove semanas depois. No total, passou 16 semanas no gráfico. O single apareceu no European Hot 100 Singles no número 45.

## Promoção

### Videoclipe

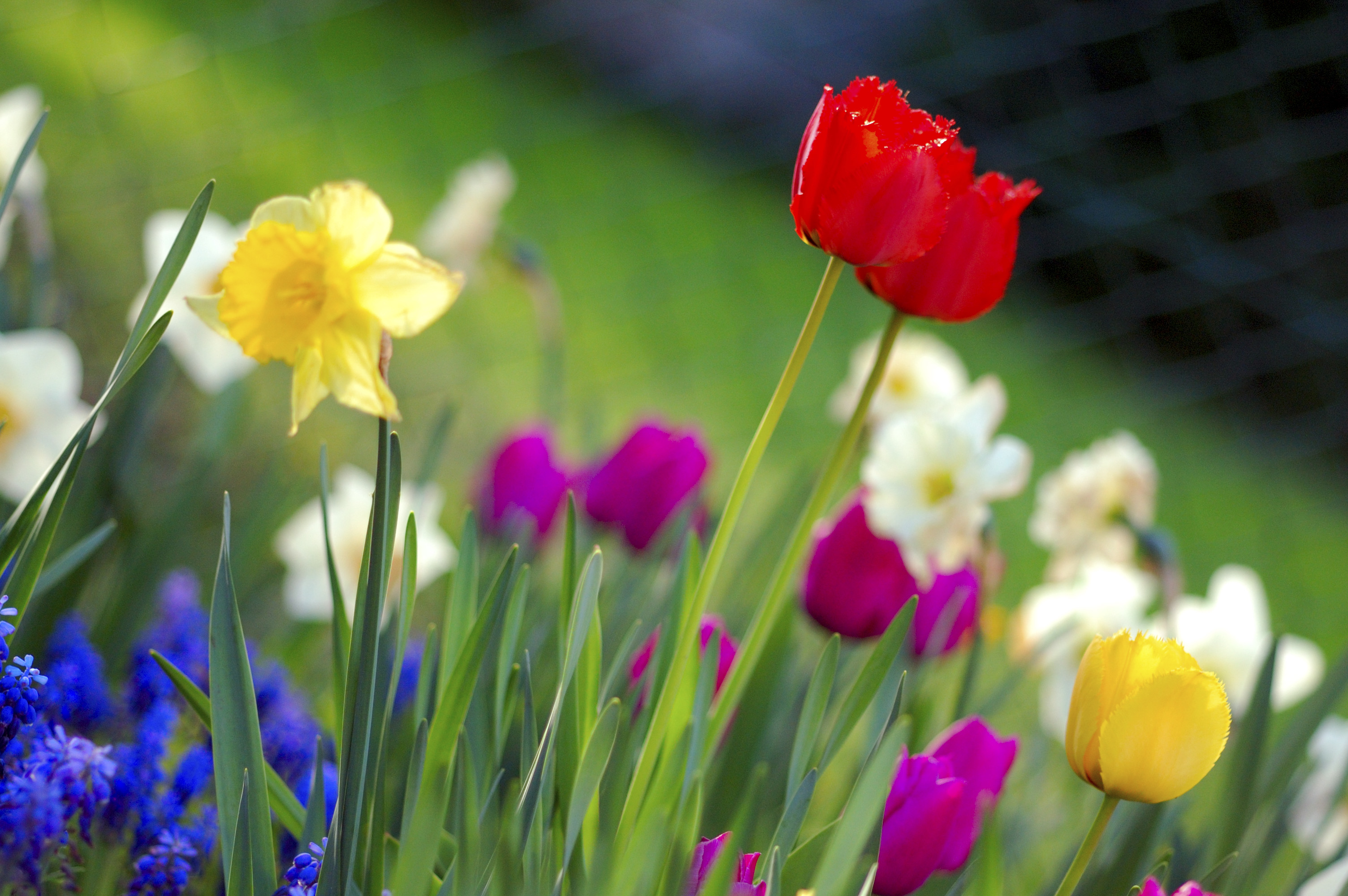
As Sugababes representam as quatro estações do ano no Videoclipe da música.

O videoclipe de "Change" foi dirigido por Fátima Robinson. As fotos do conjunto nas gravações foram reveladas em novembro de 2007 e o vídeo fez sua estréia em 16 de novembro de 2007 no Canal 4. O conceito centra-se nas Sugababes representado as quatro estações do ano, onde são apresentadas semi-nuas. O clipe começa com uma cena de Buchanan, que retrata a estação da primavera. Ela é caracterizada com decoração azul em seus cabelos e flores rosa ao redor de seus olhos. Em seguida, corta para Berrabah, que é mostrada com longas pestanas e grandes flores vermelhas e amarelas em seus cabelos, para representar o verão.
As Sugababes são mostrados de pé juntas na próxima cena, onde são apresentadas em um ambiente escuro e cobertas de brilho.
The song also contains a sample of "Time Lapse" from the Apple iLife for Mac royalty free samples. Range está representado a estação do outono e está decorada com um motivo de folha em seu rosto, bem como os cabelos que se assemelham a ramos de árvores. A cena subseqüente descreve Berrabah em um ambiente de inverno. O grupo é mostrado em conjunto pela segunda vez, embora em um ambiente natural. As próximas cenas descrevem Buchanan no centro de uma grande flor roxa, e as folhas sopram o passado. No final do vídeo, as Sugababes são mostradas no mesmo ambiente escuro e eventualmente em suas configurações individuais. Mickey McMonagle, do Sunday Mail, elogiou as roupas sazonais do grupo no vídeo.

### Performances ao vivo
Para promover o lançamento de "Change", a Sugababes cantou o single durante um show acústico em 12 de dezembro de 2007 na Escócia, como parte da série Up Close da Radio Clyde. Elas foram apoiados por três músicos e cantaram na frente de 250 pessoas. O grupo cantou a música no The Paul O'Grady Show no dia seguinte e no programa de entretenimento da BBC Switch, em 15 de dezembro de 2007. "Change" foi incluída na set list para a turnê com o mesmo nome. Durante as apresentações, elas usavam vestes de quimono cobertas de pétalas e folhas de outono. A banda também lançou pétalas na multidão.

## Faixas e formatos
| - Digital download 1. "Change" (Edição de Rádio) – 3:19 2. "Change" (Wideboys Remix) – 6:41 - B-side bundle 1. "Change" – 3:37 2. "I Can't Take It No More" – 4:02 | - CD single / extended play (EP) 1. "Change" – 3:40 2. "Change" (Wideboys Remix) – 6:41 3. "I Can't Take It No More" – 4:02 4. "About You Now" (Radio One Live Lounge) – 2:48 |

## Desempenho nas paradas

### Paradas semanais
| Chart (2008)                                   | Maior posição |
| ---------------------------------------------- | ------------- |
| O campo songid é OBRIGATÓRIO PARA PARADA ALEMÃ | 32            |
| Eslováquia (Rádio Top 100)                     | 15            |
| Europa (Billboard Hot 100 Singles)             | 45            |
| Irlanda (IRMA)                                 | 21            |
| Países Baixos (Dutch Top 40)                   | 31            |
| Países Baixos (Single Top 100)                 | 64            |
| Romênia (Romanian Top 100)                     | 36            |
| Reino Unido (Official Charts Company R&B)      | 4             |
| Reino Unido (Official Charts Company)          | 13            |